# Friesentorte

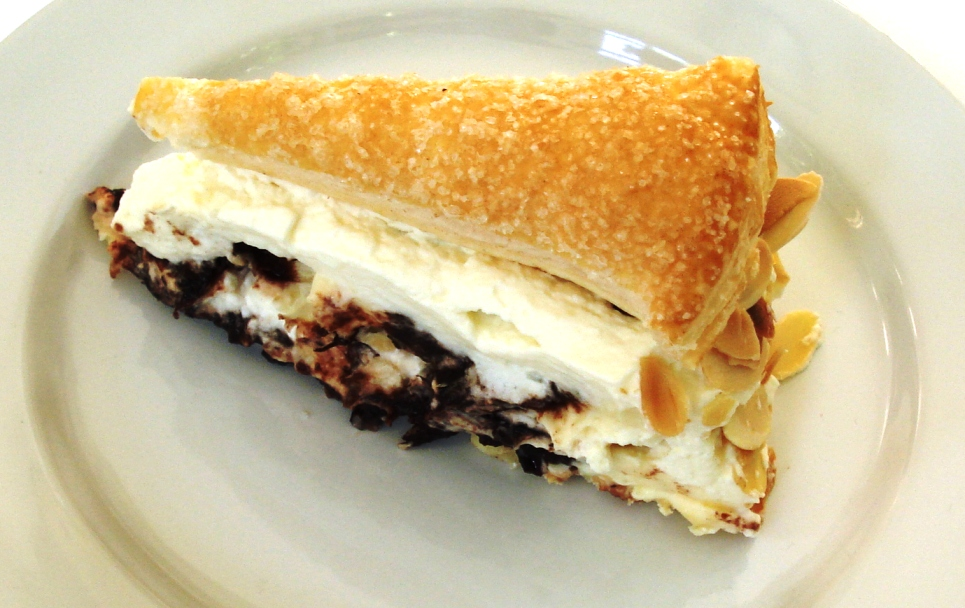
Ein Stück Friesentorte

Die Friesentorte ist eine typische Torten-Spezialität aus Nordfriesland (Schleswig-Holstein), die mittlerweile auch in anderen Gegenden Norddeutschlands unter dem Namen verbreitet ist.

## Namensherkunft
Bevor sie den Namen Friesentorte erhielt, war die aus den Hauptbestandteilen Blätterteig, Schlagsahne und Pflaumenmus zusammengesetzte Sahnetorte schon lange und weithin bekannt. Die Namensgebung beansprucht eine Bäckerei in Norddorf auf der nordfriesischen Insel Amrum für sich. Dort hatte in den 1970er Jahren ein Lehrling die Torte für seine Tante gebacken. Sowohl die Tante als auch die Lehrherrin waren von dem Ergebnis so begeistert, dass die Lehrherrin beschloss, sie unter dem Namen Friesentorte in ihr Sortiment aufzunehmen.

## Zubereitung
Die Friesentorte besteht aus zwei Blätterteigböden, geschlagener Sahne und Pflaumenmus. Das Pflaumenmus kann mit zerkleinerten Mandeln oder Nüssen bzw. mit Zwetschenwasser oder Pflaumenschnaps verfeinert werden. Einer der Böden wird mit dem Pflaumenmus bestrichen. Darauf verteilt man die geschlagene Sahne. Der zweite Boden wird in zwölf Tortenstücke geschnitten, die auf die Sahne gelegt oder schräg aufgesetzt werden. Sofern der zweite Boden nicht vor dem Backen mit Hagelzucker bestreut wurde, bestäubt man die Torte noch mit Puderzucker. In manchen Rezeptvarianten wird zusätzlich mit einem Mürbeteigboden als unterste Schicht begonnen, so dass sich drei Schichten ergeben.
Eine ähnliche Variante mit Marzipan ist in Dänemark unter dem Namen Gåsebryst (auf Deutsch Gänsebrust) bekannt.